# Edward L. Burlingame
Edward Livermore Burlingame, född den 30 maj 1848 i Boston, död den 15 november 1922 i New York, var en nordamerikansk skriftställare. Han var son till Anson Burlingame.
Burlingame var en tid sin fars privatsekreterare i Peking och företog därunder vidsträckta resor i Kina och Japan. Han slog sig 1871 ned som tidningsman i New York och tog 1872-76 verksam del i arbetet på revideringen av Appletons American cyclopædia. År 1879 anställdes han hos förlagsfirman Charles Scribner och blev 1886 utgivare av den ansedda tidskriften Scribner's Magazine, en post han avgick från 1914. Burlingame utgav bland annat Art, life and theories of Richard Wagner (1875).